# Waresley
Waresley est un village du Cambridgeshire, en Angleterre.